# Deoksan-myeon, Jecheon
Deoksan-myeon (koreanska: 덕산면) är en socken i den centrala delen av Sydkorea, 130 km sydost om huvudstaden Seoul. Den ligger i södra delen av kommunen Jecheon i provinsen Norra Chungcheong.